# Famille Crozat
Pour les articles homonymes, voir Crozat.
La famille Crozat est une famille éteinte de la noblesse française.
Elle s'illustra dans le monde de la finance. Antoine Crozat fut la première fortune de France à la fin du règne du roi Louis XIV.

## Histoire
Le fondateur de cette dynastie financière fut Antoine Crozat, fils d'Antoine (I) Crozat, marchand-banquier, lui-même fils d'un bonnetier négociant de la ville d'Albi en Languedoc. Installé à Toulouse, Antoine (I) Crozat amassa au fil du temps une fortune considérée comme l'une des premières de la ville mais fut condamné à plusieurs reprises pour usurpation de noblesse avant d'être élu capitoul de Toulouse en 1674 et 1684 et ainsi accéder, pour lui-même et sa descendance, à la noblesse de robe.
Pierre Crozat (1665-1740) réunit une exceptionnelle collection de dessins et de peintures, la collection Crozat, qui est progressivement dispersée après sa mort : les dessins en 1741, les peintures sont achetées en bloc par l'impératrice Catherine de Russie en 1772.

## Généalogie simplifiée
- Guillaume Crozat, bonnetier et négociant à Albi ;
  - Jean-Baptiste Crozat (mort en 1729), maître des requêtes, abbé commendataire de l'abbaye Sainte-Élisabeth de Genlis le 25 juillet 1710. Il laisse ses biens à ses neveux Antoine Crozat, et Pierre Crozat, seigneur d'Épinay ;
  - [Marc] Antoine Crozat (1624-1690), marchand-banquier, né à Millau, et capitoul de Toulouse en 1674 et 1684 ;
    - Antoine Crozat (1655-1738), financier et armateur négrier français, administrateur et gestionnaire de la Louisiane française entre 1712 et 1717, il est décoré de l'ordre du Saint-Esprit et trésorier de cet ordre de 1715 à 1724, nommé fermier général en 1726, il est fait marquis du Châtel ;
      - Louis-François Crozat (1691-1750), marquis du Châtel, lieutenant général des armées ;
      - Joseph-Antoine Crozat (1699-1750), dit marquis de Tugny, président aux enquêtes au parlement de Paris, il compléta la riche collection de son oncle Pierre, de tableaux, dessins et pierres gravées ;
      - Louis Antoine Crozat (1700-1770), baron de Thiers, comte de Beaumanoir, lieutenant général de Champagne ;

    - Pierre Crozat (1661-1740) dit le pauvre, trésorier de France et collectionneur.

Portraits de la famille Crozat
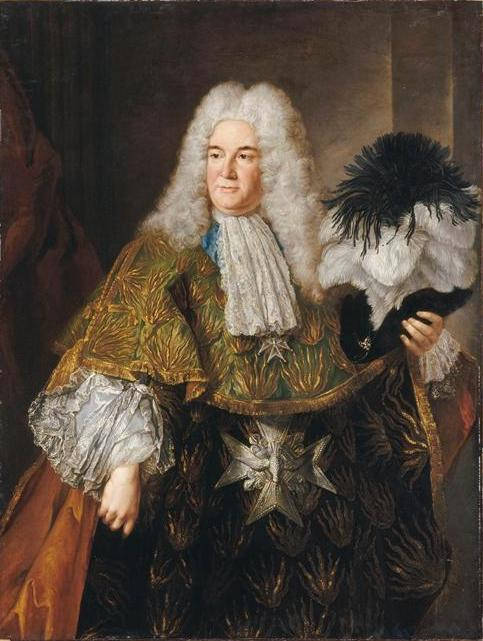
Alexis Simon Belle, Antoine Crozat (1655-1738), marquis du Châtel, portant le collier de l'ordre du Saint-Esprit, château de Versailles.
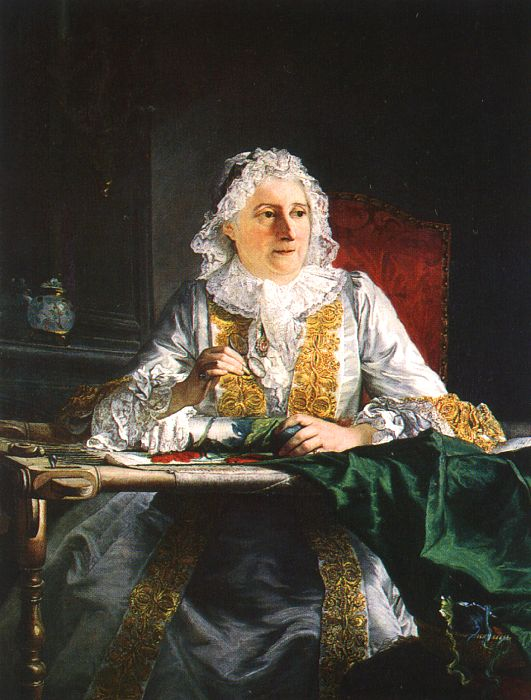
Joseph Aved, Mme Crozat (1670-1742) (Salon de 1741), Montpellier, musée Fabre.
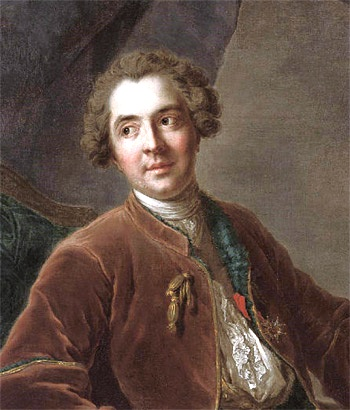
Louis Antoine Crozat
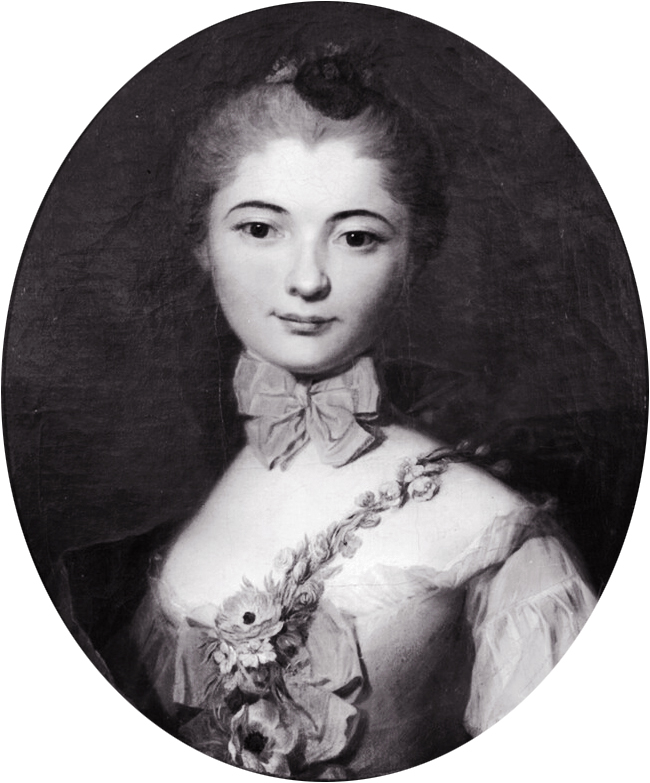
Louise Honorine Crozat du Châtel (1737-1801), duchesse de Choiseul, localisation inconnue.
Jean Ranc, Louise Augustine Salbigothon Crozat, duchesse de Broglie (vers 1775), localisation inconnue.

Châteaux, hôtels, seigneuries et terres
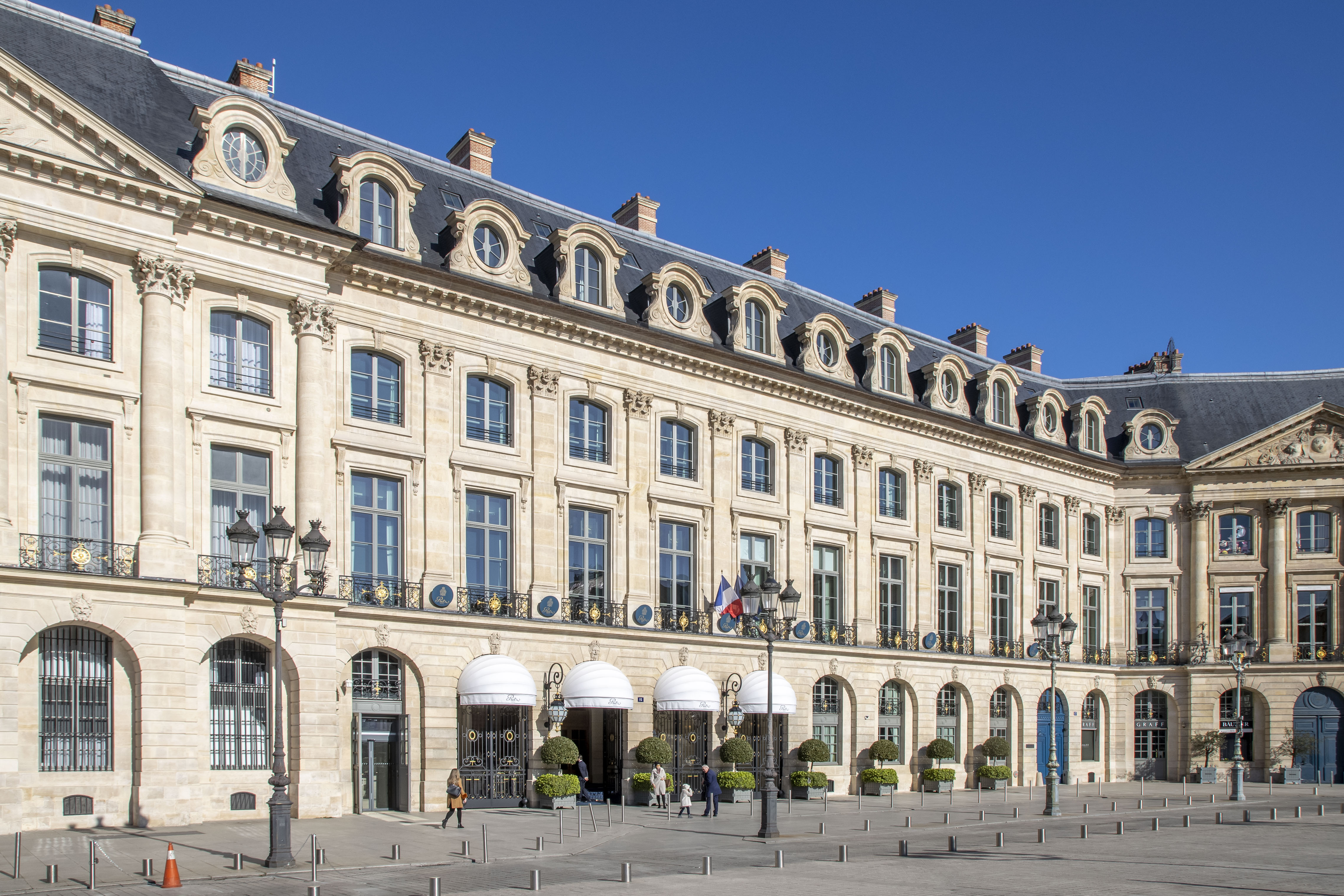
Hôtel Crozat et hôtel d'Évreux, Paris, place Vendôme.
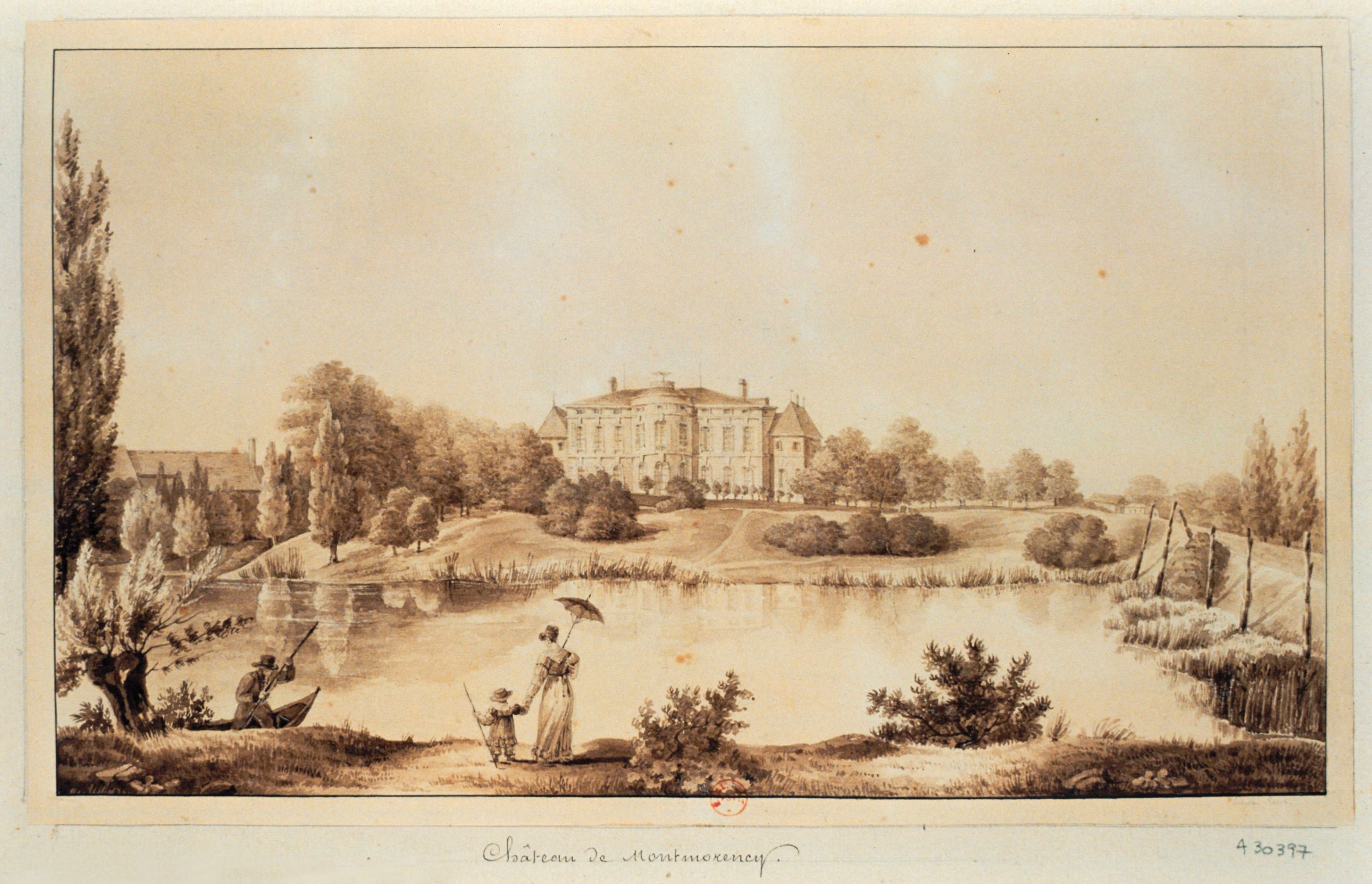
La propriété de Pierre Crozat à Montmorency.
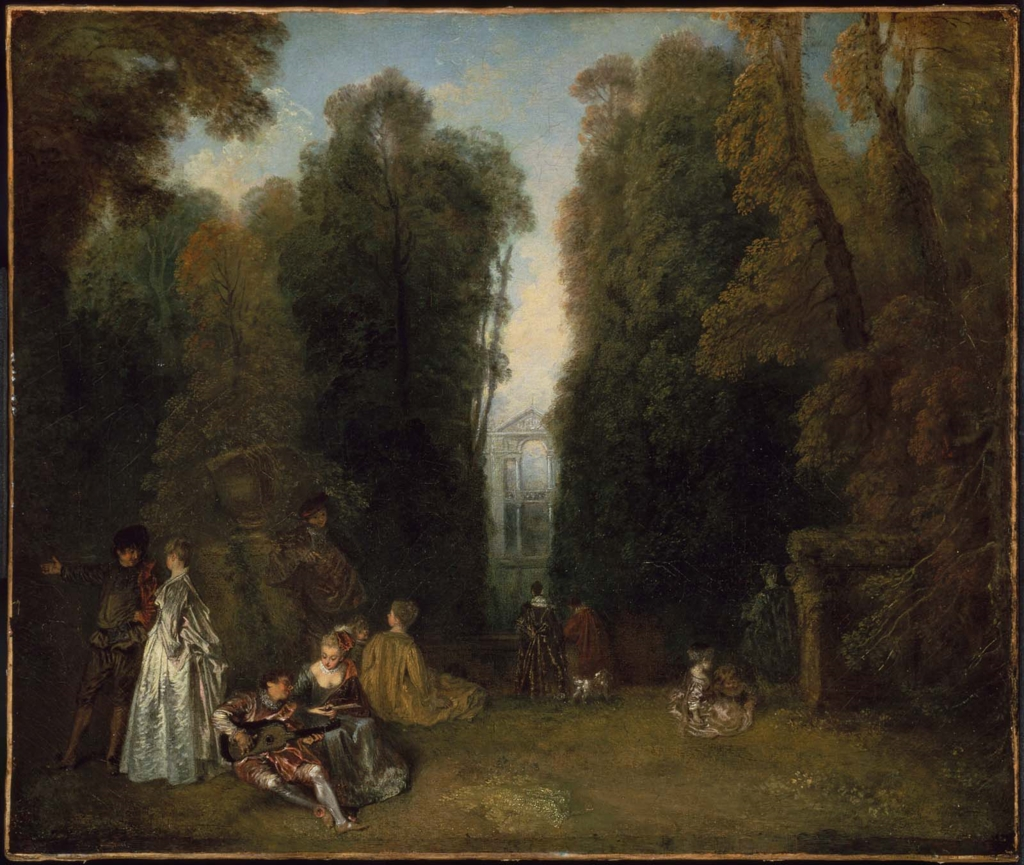
Antoine Watteau, La Perspective (vers 1715), musée des Beaux-Arts de Boston. Vue du parc du château de Montmorency.

## Titre
- Marquis du Châtel ;
- Baron de Thiers

## Alliances
Les principales alliances de la famille Crozat sont : Le Gendre d'Armeny (1690), Amelot de Gournay (1726), de Gouffier, de La Tour d'Auvergne, de Choiseul, de Montmorency-Laval, de Gontaut-Biron, de Broglie.

## Armoiries
| Blason | Nom de la famille et blasonnement |
| ------ | --- |
|        | Famille Crozat De gueules, au chevron d'argent accompagné de trois étoiles du même, - Couronne : comte ou marquis - Support : deux lions |